# Sister Ray
Sister Ray è una canzone del gruppo rock Velvet Underground del 1968, appare nell'album White Light/White Heat.
Lester Bangs la paragonò a opere come Free Jazz di Ornette Coleman o The Black Saint and the Sinner Lady di Charles Mingus. Il critico Piero Scaruffi l'ha inserita al primo posto nella classifica delle migliori canzoni rock del periodo 1955-1979. La canzone si distingue per la lunga durata (più di 17 minuti) e per il missaggio confuso ma potente. Gli strumenti sono quasi fusi in un'unica massa rovente di suoni e stridii. La canzone si regge su 3 accordi di base per tutta la sua durata, sulla quale vengono effettuate improvvisazioni, rallentamenti ed accelerazioni.

## Descrizione
La composizione, per nulla apprezzata all'epoca, nel corso del tempo è diventata un classico del rock più estremo, uno dei più riconosciuti primi esempi di generi musicali di lì a venire come il punk, l'heavy metal e il noise. A tal proposito Lou Reed disse: 

### Registrazione
Scritta di ritorno da un concerto svoltosi in Connecticut, Sister Ray, inizialmente intitolata Searchin', venne registrata in studio, nella versione che si può ascoltare sull'album, in una sola take. La band aveva deciso di mantenere su nastro qualsiasi imperfezione o errore fosse accaduto durante la registrazione del brano, il risultato fu un delirio lungo più di diciassette minuti di improvvisazione pura. Anche se la band registrò diverse altre take della canzone, la versione che finì sul disco è proprio quella eseguita senza interruzioni dall'inizio alla fine, senza tagli o manipolazioni.
Nella canzone Lou Reed canta e suona la chitarra elettrica, Sterling Morrison anch'egli la chitarra e Maureen Tucker la batteria mentre John Cale suona un organo filtrato da un distorsore per chitarre. Altra particolarità del brano è che non contiene alcun suono di basso; John Cale, che normalmente suonava il basso o la viola, decise di suonare un altro strumento per l'occasione.
Per quanto riguarda l'arrangiamento del brano, fu principalmente opera di John Cale. Nonostante Reed e Sesnick avessero cercato di convincere Cale a scriverlo in una tonalità più bassa, lui rimase fermo sulle sue decisioni. Il livello del volume in sala d'incisione venne portato al massimo, con il suono che sparava dappertutto e distorceva il tutto.
Celebre è l'aneddoto che si racconta circa il tecnico del suono presente durante la registrazione del brano che sarebbe andato via inorridito nel bel mezzo della seduta. Lou Reed ricordò: «Il tecnico disse: Non devo per forza ascoltare questa roba. Il mio lavoro è metterla su disco, e poi me ne vado. Quando avete finito, venite a chiamarmi».
Incontrovertibile è comunque il fatto che tecnicamente la registrazione del brano è molto scadente, piena di rumore di fondo, fruscii, e con la traccia vocale di Lou Reed che esce ed entra dal mix rendendo alquanto difficile distinguere nettamente le parole del testo e seguire compiutamente la storia raccontata. Si tratta di una sorta di incisione lo-fi ante litteram.

### Soggetto
Il brano è basato su alcune delle tematiche ricorrenti di Lou Reed: l'abuso di droghe, la violenza, l'omosessualità e il travestitismo. Reed disse circa il testo: 
 Il testo del brano è una sorta di omaggio alle atmosfere descritte dallo scrittore Hubert Selby nel romanzo Ultima fermata Brooklyn, in particolare il capitolo La regina è morta nel quale la protagonista, un travestito di nome Georgette, legge ad alta voce il racconto Il Corvo di Edgar Allan Poe in una stanza mentre si sta svolgendo un'orgia di sesso e droga. La "Sorella Ray" del titolo non compare mai, è una figura indistinta a cui però tutti fanno riferimento e che sembra essere molto influente. L'omicidio di uno dei marinai passa del tutto inosservato durante il festino, ridotto a fastidioso contrattempo, è considerato solo un'altra macchia sul tappeto dagli annebbiati partecipanti all'orgia. L'atmosfera di sordida dissoluzione che trasuda dalla canzone è totale.

### Esecuzioni dal vivo
Sul triplo CD Bootleg Series Volume 1: The Quine Tapes, pubblicato il 16 ottobre 2001, sono incluse due torrenziali versioni jam di 28 e 38 minuti del brano Sister Ray, infine la canzone compare anche una terza volta in un medley con Foggy Notion, altro brano del gruppo.

### Bootleg
La canzone compare in numerosi bootleg del gruppo, e uno di questi è addirittura dedicato alla sola Sister Ray. Si tratta di Sweet Sister Ray, bootleg uscito negli Stati Uniti nel 1987 in formato cassetta e LP. Il disco pirata contiene quattro lunghe versioni del brano risalenti a concerti del periodo 1968-1970:
1. Sweet Sister Ray (La Cave, Cleveland 4/30/68) - 21:01
2. Sweet Sister Ray (La Cave, Cleveland 4/30/68) - 18:07
3. Sister Ray (4rth Fret. Philly gennaio 1970) - 25:15
4. Sister Ray (Boston Tea Party 1969) - 25:02

## Formazione
The Velvet Underground
- Lou Reed: voce, chitarra elettrica
- John Cale: organo filtrato con distorsore
- Sterling Morrison: chitarra elettrica
- Maureen "Moe" Tucker: batteria

## Cover
- I Joy Division, i New Order, e i The Sisters of Mercy hanno fatto delle cover del brano. La cover dei Joy Division, suonata dal vivo il 3 aprile 1980 è contenuta nell'album compilation del 1981 Still, mentre la versione dei New Order, suonata live al festival di Glastonbury del 1987 è stata pubblicata nel 1992 sull'album BBC Radio 1 Live in Concert.

## Curiosità
- Reed intitolò la canzone Sister Ray come ironico riferimento a Ray Davies del gruppo musicale britannico The Kinks.[9]